# Rachael Chadwick
Pour les articles homonymes, voir Chadwick.
Rachael Chadwick, née le 20 août 1990 à Chester, est une joueuse professionnelle de squash qui représente l'Angleterre. Elle atteint la 48e place mondiale en octobre 2020.

## Biographie
En février 2019, elle signe ses plus belles performances à l'Open d'Édimbourg en s'imposant successivement face à Tessa ter Sluis, Menna Hamed et Fiona Moverley 26e joueuse mondiale. En mars 2019, elle confirme en se hissant en finale du tournoi Northern Open face à Julianne Courtice après avoir écarté Mélissa Alves et Milnay Louw. Elle se qualifie pour le tableau principal des championnats du monde 2019-2020. Elle rencontre la tenante du titre et future championne du monde Nour El Sherbini au premier tour et s'incline en trois jeux.

## Palmarès

### Finales
- Open international de squash de Nantes : 2016